# François Leduc
Pour les articles homonymes, voir Leduc.
François Leduc (né le 21 novembre 1895 à Saint-Benoît, mort le 8 février 1985 à Outremont) est un ingénieur et homme politique québécois.  Il a été député de la circonscription électorale de Laval à l'Assemblée législative du Québec de 1935 à 1948 et ministre de la Voirie du Québec de 1936 à 1938.

## Biographie
François-Joseph Leduc est le fils d'Apollinaire Leduc, épicier, et de Clara Mary Holland.  Il étudie au Collège Mont-Saint-Louis, à l'École polytechnique et à l'École des sciences politiques et économiques de l'Université de Montréal. Il obtient un baccalauréat en sciences appliquées (génie chimique et génie civil) de l'Université de Montréal en 1924 et une licence en sciences sociales en 1927.  Il épouse Caroline Kochenburger le 24 septembre 1919 à Montréal.
Il est chimiste à la Canadian Inspection and Testing Laboratories.  Il est chimiste-métallurgiste à la General Car and Machinery Works Ltd., puis à la Machine agricole de Montmagny de 1916 à 1918.  De 1918 à 1921, il est chimiste et directeur adjoint du département de la pulpe à la Belgo Canadian Pulp & Paper Company et à la Canadian Carbide.   De 1924 à 1931, il est fondateur et chef du laboratoire des matériaux et du service des achats de la cité de Montréal.  De 1931 à 1949, il exerce à la firme d'ingénieurs-conseils F.J. Leduc et associés. Il est membre de plusieurs associations professionnelles québécoises, canadiennes et européennes.

### Politique
Du 9 avril 1934 au 28 août 1936, il est échevin d'Ahuntsic au conseil municipal de Montréal.  Il y est un allié d'Adhémar Raynault dans le groupe qui s'oppose à Camillien Houde.
Lors de l'élection générale québécoise de 1935, il est élu député du Parti conservateur dans la circonscription électorale de Laval à l'Assemblée législative du Québec, l'emportant sur le député sortant Joseph Filion, du Parti libéral.  Lors de l'élection générale du 17 août 1936, l'emportant sur le candidat J.-Cléophas-Philéas Guimond du Parti libéral, Leduc obtient la plus grosse majorité au Québec lors de cette élection et il est réélu, en tant que député de l'Union nationale, dirigée par Maurice Duplessis, qui accède au pouvoir.  Leduc est nommé ministre de la Voirie dans le premier gouvernement Duplessis le 26 août 1936 et démissionne de son poste d'échevin de Montréal.
En 1938, un conflit se produit entre Duplessis et Leduc.  Le premier ministre Duplessis exige alors que Leduc démissionne de son poste de ministre mais, fait inusité, Leduc refuse de démissionner.  Or, il n'existe dans la constitution du Québec aucune modalité permettant formellement de destituer individuellement un membre du Conseil des ministres.  Duplessis utilise la seule avenue constitutionnelle disponible pour forcer le départ de Leduc, consistant à remettre officiellement au lieutenant-gouverneur la démission de l'ensemble du gouvernement, ce qu'il fait le 7 juillet 1938, puis à se faire désigner pour reformer un gouvernement et enfin à faire renommer et réassermenter tous les ministres, à l'exception de Leduc,.  Leduc est ainsi écarté du gouvernement.  C'est la première fois depuis la constitution de 1867 que cette méthode est utilisée pour exclure un ministre.  Le premier ministre Duplessis prend lui-même le poste de ministre de la Voirie, en plus de ses autres fonctions ministérielles (quelques mois plus tard, le 30 novembre, il s'en départira et le confiera à Anatole Carignan).
Leduc quitte alors l'Union nationale et siège comme député indépendant à l'Assemblée législative.  Puis, à l'été 1939, il se joint au Parti libéral.  Il est réélu, en tant que député du Parti libéral, lors de l'élection générale de 1939.  Lors du débat et du vote sur la motion Dumaine à l'Assemblée législative en mai 1942, il est un des rares députés à se prononcer en faveur de la conscription.  Il est réélu lors de l'élection générale de 1944.  Lors de l'élection générale de 1948, il est défait par le candidat de l'Union nationale, Omer Barrière.
De 1949 à 1959, il est vice-président de la Commission du tarif, à Ottawa.  De 1959 à 1981, il exerce sa profession d'ingénieur à Montréal.
Il meurt en 1985, à l'âge de 89 ans.  Il est inhumé dans le cimetière Notre-Dame-des-Neiges le 11 février 1985.

## Honneurs
- 1937 : Doctorat honoris causa en sciences de l'Université de Montréal[1]